# 타르바가타이 조약

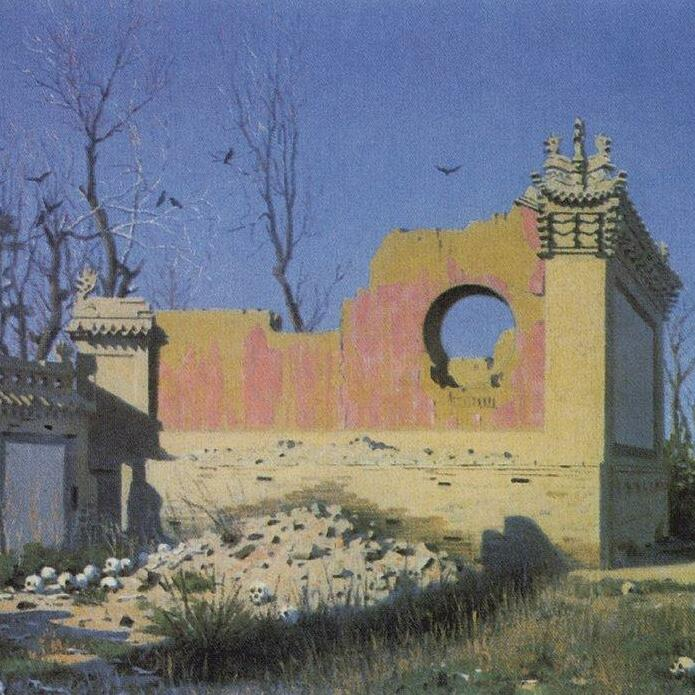
타르바가타이의 폐허

타르바가타이 조약(중국어: 塔爾巴哈台 탑이파합태[*], 영어: Treaty of Chuguchak, Protocol of Chuguchak)은 1864년 러시아 제국과 청나라 간에 타르바가타이(오늘날의 신강 이리 카자흐 자치주 타청 지구 타청시)에서 체결된 영토 조약이다.

## 상세
러시아 제국은 코칸트 칸국과 외몽골 지역 사이의 지역에 대해서 국경협상을 청나라에게 요구하였다. 이 지역은 당시 러시아 제국이 관심을 보였던 국경 지역 중 하나였다. 당시 아편 전쟁에 휩쓸려서 여력이 없었던 청나라는 러시아 제국과 불평등 조약을 체결하였으며, 이 과정에서 러시아 제국은 44만 킬로미터 제곱 크기의 신장 위구르 자치구의 일부 영토를 자국에 편입시켰다. 이는 오늘날의 투바 공화국의 일부 지역이기도 하다.